# خوان سوتو (داور)
خوان ارنستو سوتو آریوالو (زاده ۱۴ اکتبر ۱۹۷۷ در ونزوئلا) یک داور فوتبال ونزوئلایی است.
سوتو از سال ۲۰۰۵ داور بین‌المللی فیفا بوده است. سوتو از سال ۲۰۰۵ داور بین‌المللی فیفا بوده است. او یک مهندس عمران نیز است.